# Elijah Myers
Elijah Myers (Filadelfia, 22 dicembre 1832 – Detroit, 5 marzo 1909) è stato un architetto statunitense.

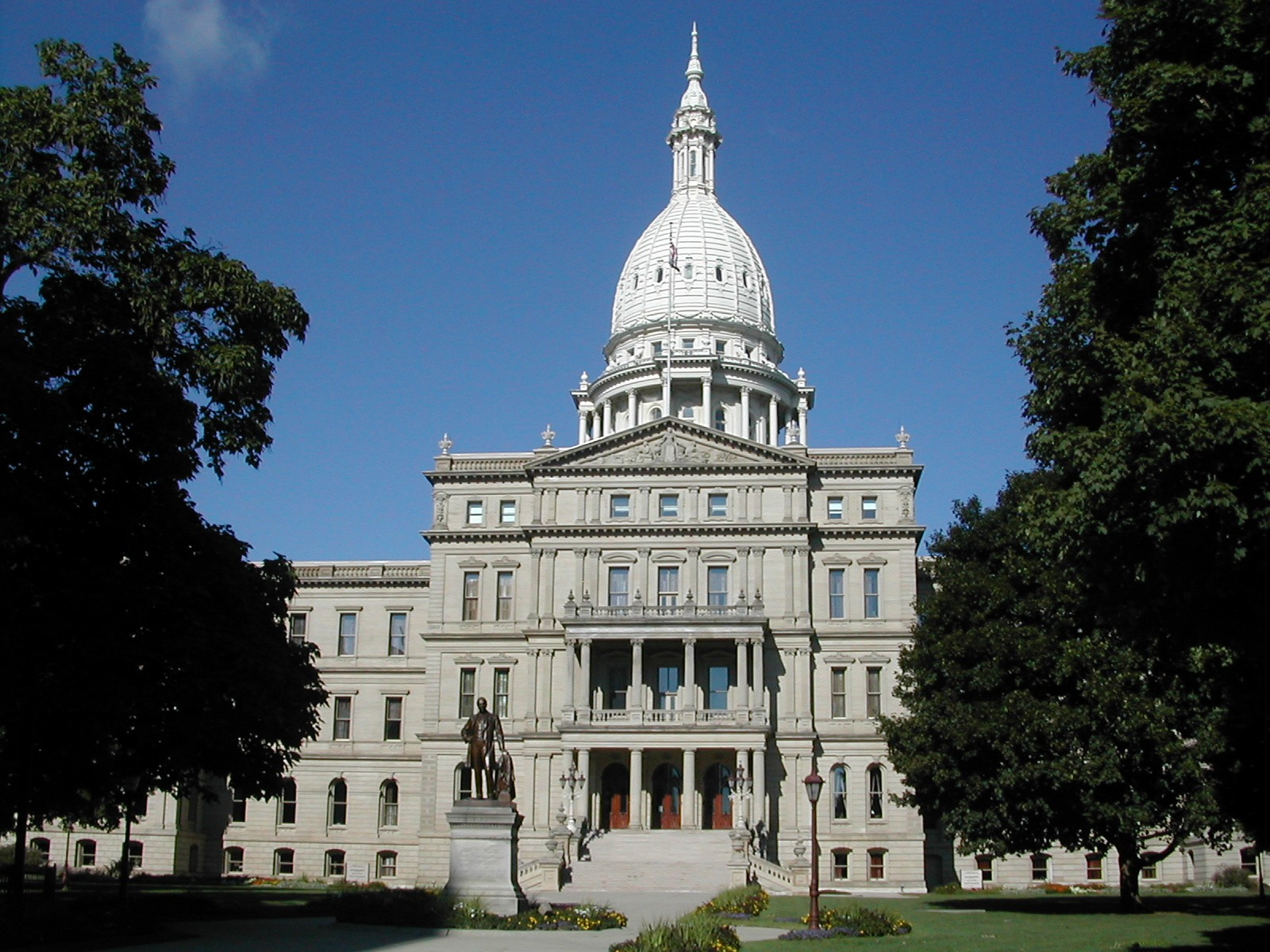
Il Campidoglio di Stato del Michigan, progettato da Elijah Myers.

Gli stili architettonici prediletti da Myers sono quelli gotico vittoriano e quello neoclassico, che ha operato su vari edifici a scopo di sede legislativa negli Stati Uniti d'America, nel Messico e nel Brasile.

## Biografia
Myers ha studiato architettura come alunno dell'architetto Samuel Sloan prima della guerra civile americana. Myers visse a Springfield, in Illinois, dopo questo evento, ma si trasferì presto a Detroit, in Michigan, per progettare il Campidoglio di Stato del Michigan, a lui commissionato dal Governatore Henry Baldwin. Myers ebbe conflitti con altri architetti: infatti egli diceva che loro gli "rubavano" i progetti, e a volte i clienti. Fu commissionato del progetto del Campidoglio di Stato del Texas nel 1886, ma molti si lamentavano poiché ritenevano che egli non si occupava abbastanza del suo lavoro, perciò fu utilizzato il disegno di un altro architetto. Fu inoltre incaricato di progettare il Campidoglio di Stato del Colorado e la Biblioteca di Howell.
Nel 1879 Myers fece causa ad Edwin May, l'architetto che avrebbe progettato il Campidoglio di Stato dell'Indiana, affermando che gli elementi architettonici da lui utilizzati erano rubati. Myers perse la causa. Nel 1891 Myers si offrì per produrre il disegno della zecca nazionale ma fu scelto un altro architetto.
Myers è sepolto nel cimitero di Woodlawn, a Detroit. Il suo corpo è sepolto ed intatto, ma l'Elijah Myers Memorial Commission cerca di creare per lui un monumento come memoriale. L'unico ritratto conosciuto di Myers si trova nella stanza dedicata a lui nel Campidoglio di Stato del Michigan.